# Termitopisthes forticulus
Termitopisthes forticulus är en skalbaggsart som beskrevs av Tangelder och Jan Krikken 1982. Termitopisthes forticulus ingår i släktet Termitopisthes och familjen Aphodiidae. Inga underarter finns listade i Catalogue of Life.